# Wolfgang Hottenrott
Wolfgang Hottenrott (* 13. Juni 1940 in Hannover) ist ein ehemaliger deutscher Ruderer. Er gewann 1968 die olympische Goldmedaille im Achter.

## Leben
Wolfgang Hottenrott wurde 1940 geboren und wuchs in der Vereinstraße im „Hindenburgviertel“ im hannoverschen Stadtteil Zoo auf.
Seinen ersten großen Erfolg im Rudern hatte Hottenrott, als er 1964 mit Michael Schwan im Zweier ohne Steuermann antrat. Die beiden gewannen den Deutschen Meistertitel und wurden bei den folgenden Ruder-Europameisterschaften Zweite. Bei den Olympischen Spielen in Tokio erkämpften sie sich die Bronzemedaille hinter den Booten aus Kanada und den Niederlanden. 1965 wurden die beiden erneut Deutscher Meister. Zusammen mit Detlef Damboldt und Lutz Ulbricht wurden sie auch Meister im Vierer ohne Steuermann und belegten bei der Europameisterschaft den zweiten Platz.
1966 wechselten Ulbricht und Schwan in den deutschen Achter, Hottenrott wurde mit dem neu besetzten Vierer ohne zwar Deutscher Meister, belegte aber bei der Weltmeisterschaft in Bled nur den fünften Platz. 1967 wurde Hottenrott Deutscher Meister im Vierer ohne und im Achter. Mit dem Achter wurde er auch Europameister.
1968 saß Hottenrott nur noch im von Karl Adam betreuten Deutschland-Achter. Horst Meyer, Dirk Schreyer, Rüdiger Henning, Wolfgang Hottenrott, Lutz Ulbricht, Egbert Hirschfelder, Jörg Siebert, Roland Boese und Steuermann Gunther Tiersch wurden gemeinsam Deutscher Meister. Bei den Olympischen Spielen musste Roland Boese wegen Krankheit durch Niko Ott ersetzt werden und diese Besetzung gewann dann auch Gold vor den Australiern. Der Deutschland-Achter wurde 1968 zur Mannschaft des Jahres gewählt.
Wolfgang Hottenrott ruderte zumeist für den Verein Deutscher Ruder-Club von 1884 in Hannover, im Zweier ohne startete er mit Michael Schwan für den Karlsruher Rheinklub Alemannia.
Nach seiner Karriere arbeitete der gelernte Meister für Sanitärinstallation im väterlichen Unternehmen in der Leisewitzstraße, das er später übernahm.
Für seine Verdienste um den Sport in Niedersachsen wurde Hottenrott in die Ehrengalerie des niedersächsischen Sports des Niedersächsischen Instituts für Sportgeschichte aufgenommen. Außerdem erhielt er am 27. November 1968 das Silberne Lorbeerblatt.
2012 wohnte Wolfgang Hottenrott in der Kolbergstraße in Hannover.